# Стероп
Стеро́п (грец. Steropes — блискучий) — один із циклопів.
Стероп (іноді Asteropes, грецький блискавка) був наймолодшим із трьох кіклопів, синів Урана і Геї. Як і його брати, він працював у кузні Гефеста всередині Етни.
У творах давньогрецького поета Нонна Стероп і Бронт згадуються серед учасників індійського походу Діоніса..
Стероп вбитий сином Зевса Аполлоном.